# Быстрица Надворнянская
Бы́стрица Надворня́нская (другое название — Быстрица Чёрная) — река на Украине, в пределах Надворнянского и Ивано-Франковского районов Ивано-Франковской области. Вместе с Быстрицей-Солотвинской образует Быстрицу — один из крупнейших притоков Днестра (бассейн Чёрного моря).

## Описание
Длина реки 93 км, площадь водосборного бассейна 1585 км², густота речной сети 1,2 км². Долина реки симметричная, берега высокие, крутые. Почти до села Пасечной долина реки расширяется и у г. Надворной достигает 3 км. От Надворной к слиянию её с Быстрицей-Солотвинской (у подножия Вовчинецкого холма, возле села Волчинец) река протекает в широкой долине. Русло реки растекается на густую сеть рукавов. Уклон реки от 10 до 4 м/км. Скорость течения значительная и колеблется от 2 м/с (в горах) до 0,7 м/с. Река характерна слишком неустойчивым режимом, частыми паводками. Модуль стока колеблется от 12-14 л/с. (в горах) до 10 л/с.

## Расположение
Река берёт начало на северном склоне горы Чёрная Клева, на высоте около 1280 м (горный массив Горганы). Течет преимущественно на северо-восток и только в нескольких километрах от своего устья поворачивает на северо-запад.
На реке Быстрица Надворнянская расположены города: Надворная и Ивано-Франковск (восточные окраины).
Крупнейшие притоки: Салатрук, Бытковчик (левые); Довжинец, Зеленица, Ворона (правые).